# John Simon
John Simon (11 de agosto de 1941) é um músico, compositor e produtor estadunidense. É mais conhecido por seu envolvimento com o grupo de rock The Band, particularmente pelo trabalho na produção de Music from Big Pink. 
Começou sua carreira na Columbia Records, onde produziu gravações de diversos artistas. Entre seus créditos como produtor está o hit de 1966 "Red Rubber Ball", do The Cyrkle, e os álbuns Cheap Thrills do Big Brother and the Holding Company e Songs of Leonard Cohen, de Leonard Cohen.

## Discografia solo
| Ano  | Álbum                                                     | Selo                              | Notas |
| 1966 | The Baroque Inevitable                                    | Columbia                          | Arranjado e produzido por John Simon. 2006 Reedição no Japão creditada a Baroque Inevitable/John Simon.                                                |
| 1968 | You Are What You Eat (gravação da trilha sonora original) | Columbia Masterworks              | Trilha sonora de vários artistas, incluindo 6 músicas de John Simon                                                                                    |
| 1969 | Last Summer (trilha sonora original do filme)             | Warner Bros. - Seven Arts Records | Música composta por John Simon |
| 1971 | John Simon's Album                                        | Warner Bros. Records              | |
| 1973 | Journey                                                   | Warner Bros. Records              | |
| 1992 | Out on the Street                                         | Pioneer, Japão                    | |
| 1995 | Harmony Farm                                              | Pioneer, Japão                    | |
| 1988 | Home                                                      | Pioneer, Japão                    | |
| 2000 | The Best and Beyond                                       | Pioneer, Japão                    | Compilação selecionada das gravações da Pioneer, inclui uma nova gravação "Sometimes I Feel Like a Motherless Child" e duas gravações ao vivo inéditas |
| 2000 | Hoagyland: Songs of Hoagy Carmichael                      | Dreamsville, Japão                | Creditado a "John Simon & Friends", incl. Steve Forbert, Jackie Cain, Terry Blaine, Geoff Muldaur e outros.                                            |
| 2006 | No Band                                                   |                                   | Apresentações solo, piano/vocal de canções novas e antigas, várias inéditas                                                                            |